# Кендеров, Петр
Петр Стоянов Кендеров (болг. Петър Стоянов Кендеров, родился 5 апреля 1943 в Пазарджике) — болгарский математик, доктор математических наук, член совета Международного фонда имени святых Кирилла и Мефодия, профессор, академик Болгарской академии наук.

## Биография
Родился 5 апреля 1943 года в Пазарджике. Второй из трёх сыновей Стояна Кендерова, юриста и культурного деятеля, и Елены Кендеровой, также деятельницы культуры. Окончил в 1960 году 2-ю Пазарджикскую гимназию, в 1960—1963 годах обучался на физико-математическом факультете Софийского университета и участвовал в семинарах Я.А.Тагамлицкого. Слушал первый курс общей топологии Дойчина Дойчинова. В 1963 году отправлен в рамках программы обмена студентами в МГУ на кафедру высшей геометрии и топологии, обучался под руководством П.С.Александрова, основателя общей топологии; окончил МГУ в 1966 году.
В 1970 году Кендеров начал работать в Институте математики при Болгарской АН как научный сотрудник, в 1974 году стал старшим научным сотрудником II степени, в 1983 году — профессором. Степень доктора наук получил в 1982 году, защитив диссертацию. С 1971 по 1979 годы сотрудничал с КГБ Болгарии. Большую часть своей карьеры он провёл в Институте математики и информатики при Болгарской АН. Значительная часть публикаций посвящена топологии, функциональному анализу и оптимизации.
Петр Кендеров стал одним из организаторов I международной олимпиады по информатике для школьников, и подобная олимпиада проводится и в настоящее время. Её победители получают уникальную возможность поприсутствовать на лекциях Кендерова. Также Кендеров является организатором олимпиады по лингвистике.
Кендеров — почётный доктор Пловдивского, Русенского и Юго-западного университетов Болгарии.